# Mémorial du Titanic
Le mémorial du Titanic (en anglais : Titanic Memorial) est un mémorial situé à Washington, honorant les victimes du Titanic. Il se trouve à proximité du Washington Channel après avoir été initialement érigé dans le Rock Creek Park, et a été inauguré en 1931.
Il se compose d'une statue de granite imaginée par Gertrude Vanderbilt Whitney et réalisée par John Horrigan.
Une réplique de la tête de la statue se trouve au musée du Luxembourg à Paris.
Dans le film américain Titanic de 1997 par James Cameron, la scène où Jack et Rose sont à la proue du bateau fait référence au mémorial, Rose étendant ses bras dans la même posture que la statue[réf. souhaitée].

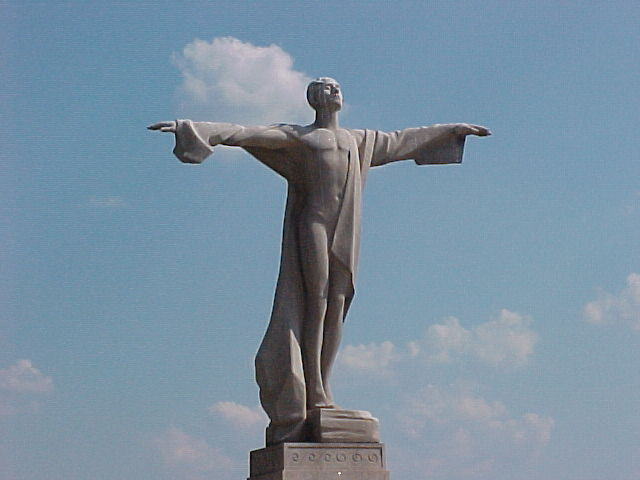
Mémorial du Titanic.